# PEC Zwolle '82 in het seizoen 1984/85
Het seizoen 1984/1985 was het 74e jaar in het bestaan van de Zwolse voetbalclub PEC Zwolle '82. De club kwam uit in de Eredivisie. Ook werd deelgenomen aan het toernooi om de KNVB beker.

## Wedstrijdstatistieken

### Eredivisie
| 1e speelronde | PEC Zwolle '82 | 1 - 0 (1 - 0) | FC Den Bosch '67                                                                    | Opstelling PEC Zwolle '82: |
| 1 september 1984 Plaats: Zwolle Oosterenkstadion Toeschouwers: 4.500 Scheidsrechter: Henk van Ettekoven                   | Ron Willems 25' |               |                                                                                     | |
| 2e speelronde | Fortuna Sittard | 1 - 0 (0 - 0) | PEC Zwolle '82                                                                      | Opstelling PEC Zwolle '82: |
| 5 september 1984 Plaats: Sittard De Baandert Toeschouwers: 7.000 Scheidsrechter: Gerard Geurds                            | Anne Evers 90' |               |                                                                                     | |
| 3e speelronde | Go Ahead Eagles | 4 - 0 (3 - 0) | PEC Zwolle '82                                                                      | Opstelling PEC Zwolle '82: |
| 8 september 1984 Plaats: Deventer De Adelaarshorst Toeschouwers: 5.000 Scheidsrechter: Bep Thomas                         | Mike Small 7' Peter Brouwer 11' Wim Woudsma 17' Peter Brouwer 89'                                                                        | IJsselderby   |                                                                                     | Willems, IJzerman |
| 4e speelronde | PEC Zwolle '82 | 1 - 4 (1 - 1) | FC Groningen                                                                        | Opstelling PEC Zwolle '82: |
| 12 september 1984 Plaats: Zwolle Oosterenkstadion Toeschouwers: 8.000 Scheidsrechter: Arie de Munnik                      | Alex Booy 31' |               | 8' (pen) Eddy Bosman 56' Gerard van Moorst (e.d.) 67' Rob McDonald 76' Erwin Koeman | Raven, Drost, Weggelaar, Van Moorst, IJzerman, Booy, Willems, Mulder, Van den Ham, Waslander, Wiggemansen                                      |
| 5e speelronde | FC Utrecht | 4 - 0 (2 - 0) | PEC Zwolle '82                                                                      | Opstelling PEC Zwolle '82: |
| 16 september 1984 Plaats: Utrecht Stadion Galgenwaard Toeschouwers: 8.600 Scheidsrechter: Jan Keizer                      | John van der Linden 1' Michel Beukers 37' John van der Linden 67' Gert Kruys 90'                                                         |               |                                                                                     | |
| 6e speelronde | PEC Zwolle '82 | 1 - 5 (0 - 2) | Feyenoord                                                                           | Opstelling PEC Zwolle '82: |
| 22 september 1984 Plaats: Zwolle Oosterenkstadion Toeschouwers: 10.000 Scheidsrechter: Gerard Geurds                      | Cees van Kooten 86' |               | 13' Pétur Pétursson 22' Johnny Rep 71' Pétur Pétursson 73' Mario Been 83' Henk Duut | |
| 7e speelronde | Roda JC | 2 - 0 (1 - 0) | PEC Zwolle '82                                                                      | Opstelling PEC Zwolle '82: |
| 30 september 1984 Plaats: Kerkrade Gemeentelijk Sportpark Kaalheide Toeschouwers: 3.500 Scheidsrechter: John Blankenstein | René Hofman 32' Martin van Geel 70' |               |                                                                                     | Willems, Van Moorst |
| 8e speelronde | PEC Zwolle '82 | 0 - 0         | FC Volendam                                                                         | Opstelling PEC Zwolle '82: |
| 6 oktober 1984 Plaats: Zwolle Oosterenkstadion Toeschouwers: 2.000 Scheidsrechter: Ignace van Swieten                     | |               |                                                                                     | |
| 9e speelronde | Excelsior | 5 - 0 (3 - 0) | PEC Zwolle '82                                                                      | Opstelling PEC Zwolle '82: |
| 13 oktober 1984 Plaats: Rotterdam Stadion Woudestein Toeschouwers: 3.000 Scheidsrechter: Egbert Mulder                    | Henk van Goozen 2' Nico Jalink 4' Henk van Goozen 37' Nico Jalink 59' Alex Booy (e.d.) 74'                                               |               |                                                                                     | |
| 10e speelronde | PSV | 4 - 1 (2 - 0) | PEC Zwolle '82                                                                      | Opstelling PEC Zwolle '82: |
| 27 oktober 1984 Plaats: Eindhoven Philips Stadion Toeschouwers: 14.000 Scheidsrechter: Piet Bosman                        | Hallvar Thoresen 2' Hallvar Thoresen 3' Glenn Hysén 52' Hallvar Thoresen 70'                                                             |               | 82' Peter Schaller                                                                  | |
| 11e speelronde | PEC Zwolle '82 | 2 - 1 (1 - 1) | FC Haarlem                                                                          | Opstelling PEC Zwolle '82: |
| 3 november 1984 Plaats: Zwolle Oosterenkstadion Toeschouwers: 2.500 Scheidsrechter: Ignace van Swieten                    | Dean Wilkins 27' Harry van den Ham 49'                                                                                                   |               | 26' Rob Collewijn                                                                   | Weggelaar |
| 12e speelronde | PEC Zwolle '82 | 1 - 1 (1 - 1) | Ajax                                                                                | Opstelling PEC Zwolle '82: |
| 10 november 1984 Plaats: Zwolle Oosterenkstadion Toeschouwers: 9.000 Scheidsrechter: Gerard Geurds                        | Ron Willems 43' |               | 14' Edo Ophof                                                                       | |
| 13e speelronde | PEC Zwolle '82 | 4 - 2 (1 - 0) | NAC                                                                                 | Opstelling PEC Zwolle '82: |
| 25 november 1984 Plaats: Zwolle Oosterenkstadion Toeschouwers: 2.500 Scheidsrechter: Henk van Ettekoven                   | Ron Willems 3' Aziz Doufikar 47' Ron Willems 78' Aziz Doufikar 86'                                                                       |               | 65' Ron Futcher 68' Danny Schrijvers                                                | |
| 14e speelronde | FC Twente | 6 - 0 (3 - 0) | PEC Zwolle '82                                                                      | Opstelling PEC Zwolle '82: |
| 2 december 1984 Plaats: Enschede Stadion Het Diekman Toeschouwers: 7.800 Scheidsrechter: Ignace van Swieten               | Willy Carbo 16' Martin Koopman (pen) 24' Manuel Sánchez Torres 41' André van Benthem 61' Jan Sørensen 69' Willy Carbo 72'                |               |                                                                                     | |
| 15e speelronde | PEC Zwolle '82 | 0 - 0         | MVV                                                                                 | Opstelling PEC Zwolle '82: |
| 8 december 1984 Plaats: Zwolle Oosterenkstadion Toeschouwers: 2.000 Scheidsrechter: Cees Bakker                           | |               |                                                                                     | Wiggemansen |
| 16e speelronde | Sparta | 2 - 2 (0 - 1) | PEC Zwolle '82                                                                      | Opstelling PEC Zwolle '82: |
| 16 december 1984 Plaats: Rotterdam Spartastadion Het Kasteel Toeschouwers: 2.500 Scheidsrechter: Arie de Munnik           | René Eijer 86' John de Wolf 89' |               | 15' Aziz Doufikar 75' Martin Wiggemansen                                            | |
| 17e speelronde | PEC Zwolle '82 | 0 - 2 (0 - 0) | Fortuna Sittard                                                                     | Opstelling PEC Zwolle '82: |
| 2 februari 1985 Plaats: Zwolle Oosterenkstadion Toeschouwers: 2.500 Scheidsrechter: Chris Verhoef                         | |               | 46' Arthur Hoyer 47' Arthur Hoyer                                                   | |
| 18e speelronde | FC Den Bosch '67 | 2 - 0 (0 - 0) | PEC Zwolle '82                                                                      | Opstelling PEC Zwolle '82: |
| 26 februari 1985 Plaats: 's-Hertogenbosch Stadion De Vliert Toeschouwers: 3.400 Scheidsrechter: Gerard Geurds             | Hans Gillhaus 72' Hans Gillhaus 82' |               |                                                                                     | |
| 19e speelronde | PEC Zwolle '82 | 1 - 0 (1 - 0) | Go Ahead Eagles                                                                     | Opstelling PEC Zwolle '82: |
| 2 maart 1985 Plaats: Zwolle Oosterenkstadion Toeschouwers: 3.000 Scheidsrechter: Jan Keizer                               | Peter van der Hengst 28' | IJsselderby   |                                                                                     | |
| 20e speelronde | FC Groningen | 1 - 0 (1 - 0) | PEC Zwolle '82                                                                      | Opstelling PEC Zwolle '82: |
| 10 maart 1985 Plaats: Groningen Stadion Oosterpark Toeschouwers: 13.500 Scheidsrechter: Ignace van Swieten                | Erwin Koeman 30' |               |                                                                                     | Schrijvers, Booy, Weggelaar, Van Buuren, IJzerman, Müller, Notten, Waslander (46' Doufikar), Willems (62' Van den Ham), Van der Hengst, Mulder |
| 21e speelronde | PEC Zwolle '82 | 0 - 2 (0 - 0) | FC Utrecht                                                                          | Opstelling PEC Zwolle '82: |
| 16 maart 1985 Plaats: Zwolle Oosterenkstadion Toeschouwers: 3.000 Scheidsrechter: Chris van der Laar                      | |               | 46' Ton de Kruijk 62' Steve Goble                                                   | |
| 22e speelronde | Feyenoord | 6 - 0 (3 - 0) | PEC Zwolle '82                                                                      | Opstelling PEC Zwolle '82: |
| 24 maart 1985 Plaats: Rotterdam Stadion Feijenoord Toeschouwers: 12.343 Scheidsrechter: Bep Thomas                        | Peter Houtman 18' André Hoekstra 32' Simon Tahamata 44' André Hoekstra 56' Simon Tahamata 74' Pétur Pétursson 77'                        |               |                                                                                     | |
| 23e speelronde | PEC Zwolle '82 | 3 - 4 (2 - 1) | Roda JC                                                                             | Opstelling PEC Zwolle '82: |
| 30 maart 1985 Plaats: Zwolle Oosterenkstadion Toeschouwers: 2.000 Scheidsrechter: Cees Bakker                             | Ron Willems 40' Martin Wiggemansen 43' Jan Weggelaar 89'                                                                                 |               | 25' Gène Hanssen 63' Jos Daerden 67' René Trost 88' Martin van Geel                 | |
| 24e speelronde | Ajax | 2 - 1 (0 - 1) | PEC Zwolle '82                                                                      | Opstelling PEC Zwolle '82: |
| 6 april 1985 Plaats: Amsterdam Stadion De Meer Toeschouwers: 8.000 Scheidsrechter: Jan Manuel                             | Erik Nijboer (e.d.) 51' John van 't Schip 58'                                                                                            |               | 23' Peter van der Hengst                                                            | Wiggemansen |
| 25e speelronde | PEC Zwolle '82 | 3 - 3 (2 - 3) | AZ '67                                                                              | Opstelling PEC Zwolle '82: |
| 8 april 1985 Plaats: Zwolle Oosterenkstadion Toeschouwers: 2.000 Scheidsrechter: Jan Hobé                                 | Jan Weggelaar 7' Wilco van Buuren (pen) 27' Wilco van Buuren 86'                                                                         |               | 30' Kees Kist 34' David Loggie 37' (pen) David Loggie                               | Booy, Waslander |
| 26e speelronde | FC Volendam | 2 - 1 (1 - 1) | PEC Zwolle '82                                                                      | Opstelling PEC Zwolle '82: |
| 14 april 1985 Plaats: Volendam Veronicastadion Toeschouwers: 2.000 Scheidsrechter: Piet Bosman                            | Ton Blanker 38' Henny Meijer 68' |               | 22' Peter van der Hengst                                                            | Van Buuren |
| 27e speelronde | PEC Zwolle '82 | 2 - 2 (1 - 2) | Excelsior                                                                           | Opstelling PEC Zwolle '82: |
| 17 april 1985 Plaats: Zwolle Oosterenkstadion Toeschouwers: 1.250 Scheidsrechter: Cees Bakker                             | Aziz Doufikar 28' Aziz Doufikar 46' |               | 25' Eddy Ridderhof 42' Henk van Goozen                                              | |
| 28e speelronde | PEC Zwolle '82 | 1 - 1 (1 - 0) | PSV                                                                                 | Opstelling PEC Zwolle '82: |
| 20 april 1985 Plaats: Zwolle Oosterenkstadion Toeschouwers: 3.500 Scheidsrechter: Arie de Munnik                          | Peter van der Hengst 23' |               | 87' Erik Nijboer (e.d.)                                                             | Willems |
| 29e speelronde | FC Haarlem | 4 - 2 (3 - 0) | PEC Zwolle '82                                                                      | Opstelling PEC Zwolle '82: |
| 27 april 1985 Plaats: Haarlem Haarlemstadion Toeschouwers: 2.000 Scheidsrechter: Jan Manuel                               | Wim Balm 21' Piet Keur 32' Frans Jansen 34' Piet Keur 60'                                                                                |               | 50' (pen) Aziz Doufikar 83' Peter van der Hengst                                    | |
| 30e speelronde | AZ '67 | 3 - 1 (1 - 1) | PEC Zwolle '82                                                                      | Opstelling PEC Zwolle '82: |
| 3 mei 1985 Plaats: Alkmaar Alkmaarderhout Toeschouwers: 2.500 Scheidsrechter: Cees Bakker                                 | Kees Kist 31' David Loggie 63' David Loggie (pen) 90'                                                                                    |               | 25' Peter van der Hengst                                                            | |
| 31e speelronde | NAC | 7 - 3 (5 - 1) | PEC Zwolle '82                                                                      | Opstelling PEC Zwolle '82: |
| 11 mei 1985 Plaats: Breda NAC-stadion (Beatrixstraat) Toeschouwers: 2.000 Scheidsrechter: Jan Dolstra                     | Guus van der Borgt 8' Edy de Schepper 18' Guus van der Borgt 30' John Linford 37' John Linford 45' Danny Schrijvers 71' Joost Bedert 76' |               | 16' Koos Waslander 58' Peter van der Hengst 73' Ron Willems                         | Volkerink |
| 32e speelronde | PEC Zwolle '82 | 1 - 1 (1 - 1) | FC Twente                                                                           | Opstelling PEC Zwolle '82: |
| 25 mei 1985 Plaats: Zwolle Oosterenkstadion Toeschouwers: 1.000 Scheidsrechter: Piet Bosman                               | Koos Waslander 19' |               | 27' Theo ten Caat                                                                   | |
| 33e speelronde | MVV | 2 - 1 (1 - 0) | PEC Zwolle '82                                                                      | Opstelling PEC Zwolle '82: |
| 27 mei 1985 Plaats: Maastricht De Geusselt Toeschouwers: 3.100 Scheidsrechter: Chris Verhoef                              | Jo Quaden 18' Eric van der Luer 68' |               | 70' Jan Mulder                                                                      | |
| 34e speelronde | PEC Zwolle '82 | 1 - 1 (1 - 0) | Sparta                                                                              | Opstelling PEC Zwolle '82: |
| 2 juni 1985 Plaats: Zwolle Oosterenkstadion Toeschouwers: 750 Scheidsrechter: Jef van Vliet                               | Aziz Doufikar (pen) 41' |               | 66' Ronald Lengkeek                                                                 | |

### KNVB Beker
| 1e ronde | Nieuw Lekkerland                                         | 3 – 3 (1 – 1) | PEC Zwolle '82                                              | Opstelling PEC Zwolle '82: |
| 20 oktober 1984 Plaats: Nieuw-Lekkerland Sportpark Gelkenes Toeschouwers: 2.000 Scheidsrechter: Koos van der Leek | Bram Smit 22' Erik-Jan Koudstaal 51' Cees den Besten 90' |               | 13' Jan Mulder 52' Martin Wiggemansen 81' Harry van den Ham | Van Moorst, Veldwijk       |
| 1e ronde replay                                                                                                   | PEC Zwolle '82                                           | 3 – 1 (3 – 0) | Nieuw Lekkerland                                            | Opstelling PEC Zwolle '82: |
| 31 oktober 1984 Plaats: Zwolle Oosterenkstadion Toeschouwers: 1.500 Scheidsrechter: Van der Hooft                 | Jan Mulder 5' Dean Wilkins 20' Dean Wilkins (pen) 45'    |               | 64' Jeroen Koudstaal                                        | Van Moorst                 |
| 2e ronde | Go Ahead Eagles                                          | 2 – 1 (0 – 0) | PEC Zwolle '82                                              | Opstelling PEC Zwolle '82: |
| 17 november 1984 Plaats: Deventer De Adelaarshorst Toeschouwers: 2.000 Scheidsrechter: Bep Thomas                 | Henk ten Cate 52' Roy Tular 68'                          | IJsselderby   | 52' Jürgen Müller                                           | Wilkins                    |

## Selectie en technische staf

### Selectie 1984/85
| Nr. |                    | Naam                 | Competitie | Competitie | Beker   | Beker   | Totaal  | Totaal  | Seizoen | Vorige club      | Debuut            |         |         |         |         |         |         |
| Nr. | W                  | Naam                 |            | W          |         | W       |         |         | Seizoen | Vorige club      | Debuut            |         |         |         |         |         |         |
|     |                    | Keepers              | Keepers    | Keepers    | Keepers | Keepers | Keepers | Keepers | Keepers | Keepers          | Keepers           | Keepers | Keepers | Keepers | Keepers | Keepers | Keepers |
| --- | ------------------ | -------------------- | ---------- | ---------- | ------- | ------- | ------- | ------- | ------- | ---------------- | ----------------- | ------- | ------- | ------- | ------- | ------- | ------- |
| -   | Vlag van Nederland | Ad Raven             | 8          | 0          | 0       | 0       | 8       | 0       | 6e      | FC Amsterdam     | 5 april 1980      |         |         |         |         |         |         |
| -   | Vlag van Nederland | Piet Schrijvers      | 28         | 0          | 0       | 0       | 28      | 0       | 2e      | Ajax             | 20 augustus 1983  |         |         |         |         |         |         |
|     |                    | Verdedigers          |            |            |         |         |         |         |         |                  |                   |         |         |         |         |         |         |
| -   | Vlag van Nederland | Wilco van Buuren     | 12         | 2          | 0       | 0       | 12      | 2       | 1e      | Ajax             | 2 februari 1985   |         |         |         |         |         |         |
| -   | Vlag van Nederland | Klaas Drost          | 11         | 0          | 0       | 0       | 11      | 0       | 14e     | Jeugd            | 1970              |         |         |         |         |         |         |
| -   | Vlag van Nederland | René IJzerman        | 22         | 0          | 0       | 0       | 22      | 0       | 13e     | Jeugd            | 1972              |         |         |         |         |         |         |
| -   | Vlag van Nederland | Fred Leusink         | 4          | 0          | 0       | 0       | 4       | 0       | 1e      | Niet bekend      | 11 mei 1985       |         |         |         |         |         |         |
| -   | Vlag van Nederland | Frank Veldwijk       | 12         | 0          | 0       | 0       | 12      | 0       | 2e      | Niet bekend      | 20 november 1983  |         |         |         |         |         |         |
| -   | Vlag van Nederland | Wim Volkerink        | 2          | 0          | 0       | 0       | 2       | 0       | 1e      | Niet bekend      | 11 mei 1985       |         |         |         |         |         |         |
| -   | Vlag van Nederland | Jan Weggelaar        | 34         | 2          | 0       | 0       | 34      | 2       | 3e      | Niet bekend      | 21 augustus 1982  |         |         |         |         |         |         |
|     |                    | Middenvelders        |            |            |         |         |         |         |         |                  |                   |         |         |         |         |         |         |
| -   | Vlag van Nederland | Alex Booy            | 34         | 1          | 0       | 0       | 34      | 1       | 6e      | Hattem           | 20 februari 1980  |         |         |         |         |         |         |
| -   | Vlag van Marokko   | Aziz Doufikar        | 22         | 7          | 0       | 0       | 22      | 7       | 1e      | Ajax (Jeugd)     | 3 november 1984   |         |         |         |         |         |         |
| -   | Vlag van Nederland | Edwin Duim           | 4          | 0          | 0       | 0       | 4       | 0       | 1e      | Jeugd            | 30 maart 1985     |         |         |         |         |         |         |
| -   | Vlag van Nederland | Erwin Lichtenberg    | 3          | 0          | 0       | 0       | 3       | 0       | 1e      | Jeugd            | 2 september 1984  |         |         |         |         |         |         |
| -   | Vlag van Nederland | Gerard van Moorst    | 13         | 0          | 0       | 0       | 13      | 0       | 7e      | Niet bekend      | 1978              |         |         |         |         |         |         |
| -   | Vlag van Duitsland | Jürgen Müller        | 26         | 0          | 0       | 1       | 26      | 1       | 1e      | Antwerp FC       | 2 september 1984  |         |         |         |         |         |         |
| -   | Vlag van Nederland | Erik Nijboer         | 9          | 0          | 0       | 0       | 9       | 0       | 3e      | Niet bekend      | 2 oktober 1982    |         |         |         |         |         |         |
| -   | Vlag van Nederland | René Notten          | 7          | 0          | 0       | 0       | 7       | 0       | 1e      | DS '79           | 2 maart 1985      |         |         |         |         |         |         |
| -   | Vlag van Engeland  | Dean Wilkins         | 22         | 1          | 0       | 2       | 22      | 3       | 1e      | Leyton Orient FC | 2 september 1984  |         |         |         |         |         |         |
|     |                    | Aanvallers           |            |            |         |         |         |         |         |                  |                   |         |         |         |         |         |         |
| -   | Vlag van Nederland | Harry van den Ham    | 15         | 1          | 0       | 1       | 15      | 2       | 1e      | FC Utrecht       | 12 september 1984 |         |         |         |         |         |         |
| -   | Vlag van Nederland | Peter van der Hengst | 16         | 7          | 0       | 0       | 16      | 7       | 6e      | Ajax             | 3 november 1979   |         |         |         |         |         |         |
| -   | Vlag van Nederland | Cees van Kooten      | 3          | 1          | 0       | 0       | 3       | 1       | 3e      | Go Ahead Eagles  | 16 januari 1983   |         |         |         |         |         |         |
| -   | Vlag van Nederland | Jan Mulder           | 26         | 1          | 0       | 2       | 26      | 3       | 2e      | DOS Kampen       | 7 april 1983      |         |         |         |         |         |         |
| -   | Vlag van Nederland | Peter Schaller       | 3          | 1          | 0       | 0       | 3       | 1       | 1e      | Niet bekend      | 16 september 1984 |         |         |         |         |         |         |
| -   | Vlag van Nederland | Koos Waslander       | 26         | 2          | 0       | 0       | 26      | 2       | 1e      | Excelsior        | 2 september 1984  |         |         |         |         |         |         |
| -   | Vlag van Nederland | Martin Wiggemansen   | 26         | 2          | 0       | 1       | 26      | 3       | 1e      | FC Lugano        | 1984              |         |         |         |         |         |         |
| -   | Vlag van Nederland | Ron Willems          | 29         | 6          | 0       | 0       | 29      | 6       | 2e      | Niet bekend      | 21 januari 1984   |         |         |         |         |         |         |
| Nr. |                    | Naam                 | W          |            | W       |         | W       |         | Seizoen | Vorige club      | Debuut            |         |         |         |         |         |         |
| Nr. | Competitie         | Competitie           | Beker      | Beker      | Totaal  | Totaal  |         |         | Seizoen | Vorige club      | Debuut            |         |         |         |         |         |         |

### Technische staf
| Naam         | Functie      |
| ------------ | ------------ |
| Co Adriaanse | Hoofdtrainer |

## Statistieken PEC Zwolle 1984/1985

### Eindstand PEC Zwolle in de Nederlandse Eredivisie 1984 / 1985
| Stand | Gespeeld | Gewonnen | Gelijk | Verloren | Punten | Doelpunten voor | Doelpunten tegen | Gele kaarten | Rode kaarten |
| ----- | -------- | -------- | ------ | -------- | ------ | --------------- | ---------------- | ------------ | ------------ |
| 18e   | 34       | 4        | 9      | 21       | 17     | 34              | 86               | -            | -            |

### Topscorers
| #      | Naam                 | Goal |
| ------ | -------------------- | ---- |
| 1.     | Aziz Doufikar        | 7    |
| 1.     | Peter van der Hengst | 7    |
| 3.     | Ron Willems          | 6    |
| 4.     | Wilco van Buuren     | 2    |
| 4.     | Koos Waslander       | 2    |
| 4.     | Jan Weggelaar        | 2    |
| 4.     | Martin Wiggemansen   | 2    |
| 8.     | Alex Booy            | 1    |
| 8.     | Harry van den Ham    | 1    |
| 8.     | Cees van Kooten      | 1    |
| 8.     | Jan Mulder           | 1    |
| 8.     | Peter Schaller       | 1    |
| 8.     | Dean Wilkins         | 1    |
| Totaal | Totaal               | 34   |

| #      | Naam               | Goal |
| ------ | ------------------ | ---- |
| 1.     | Jan Mulder         | 2    |
| 1.     | Dean Wilkins       | 2    |
| 3.     | Harry van den Ham  | 1    |
| 3.     | Jürgen Müller      | 1    |
| 3.     | Martin Wiggemansen | 1    |
| Totaal | Totaal             | 7    |

### Punten per speelronde
| Speelronde | 1 | 2 | 3 | 4 | 5 | 6 | 7 | 8 | 9 | 10 | 11 | 12 | 13 | 14 | 15 | 16 | 17 | 18 | 19 | 20 | 21 | 22 | 23 | 24 | 25 | 26 | 27 | 28 | 29 | 30 | 31 | 32 | 33 | 34 |
| ---------- | - | - | - | - | - | - | - | - | - | -- | -- | -- | -- | -- | -- | -- | -- | -- | -- | -- | -- | -- | -- | -- | -- | -- | -- | -- | -- | -- | -- | -- | -- | -- |
| Punten     | 2 | 0 | 0 | 0 | 0 | 0 | 0 | 1 | 0 | 0  | 2  | 1  | 2  | 0  | 1  | 1  | 0  | 0  | 2  | 0  | 0  | 0  | 0  | 0  | 1  | 0  | 1  | 1  | 0  | 0  | 0  | 1  | 0  | 1  |

### Punten na speelronde
| Speelronde | 1 | 2 | 3 | 4 | 5 | 6 | 7 | 8 | 9 | 10 | 11 | 12 | 13 | 14 | 15 | 16 | 17 | 18 | 19 | 20 | 21 | 22 | 23 | 24 | 25 | 26 | 27 | 28 | 29 | 30 | 31 | 32 | 33 | 34 |
| ---------- | - | - | - | - | - | - | - | - | - | -- | -- | -- | -- | -- | -- | -- | -- | -- | -- | -- | -- | -- | -- | -- | -- | -- | -- | -- | -- | -- | -- | -- | -- | -- |
| Punten     | 2 | 2 | 2 | 2 | 2 | 2 | 2 | 3 | 3 | 3  | 5  | 6  | 8  | 8  | 9  | 10 | 10 | 10 | 12 | 12 | 12 | 12 | 12 | 12 | 13 | 13 | 14 | 15 | 15 | 15 | 15 | 16 | 16 | 17 |

### Stand na speelronde
| Speelronde | 1  | 2   | 3   | 4   | 5   | 6   | 7   | 8   | 9   | 10  | 11  | 12  | 13  | 14  | 15  | 16  | 17  | 18  | 19  | 20  | 21  | 22  | 23  | 24  | 25  | 26  | 27  | 28  | 29  | 30  | 31  | 32  | 33  | 34  |
| ---------- | -- | --- | --- | --- | --- | --- | --- | --- | --- | --- | --- | --- | --- | --- | --- | --- | --- | --- | --- | --- | --- | --- | --- | --- | --- | --- | --- | --- | --- | --- | --- | --- | --- | --- |
| Stand      | 2e | 10e | 14e | 16e | 16e | 18e | 18e | 17e | 18e | 18e | 17e | 17e | 17e | 17e | 15e | 17e | 17e | 17e | 16e | 17e | 18e | 18e | 18e | 18e | 18e | 18e | 18e | 18e | 18e | 18e | 18e | 18e | 18e | 18e |

### Doelpunten per speelronde
| Speelronde | 1 | 2 | 3 | 4 | 5 | 6 | 7 | 8 | 9 | 10 | 11 | 12 | 13 | 14 | 15 | 16 | 17 | 18 | 19 | 20 | 21 | 22 | 23 | 24 | 25 | 26 | 27 | 28 | 29 | 30 | 31 | 32 | 33 | 34 | Totaal |
| ---------- | - | - | - | - | - | - | - | - | - | -- | -- | -- | -- | -- | -- | -- | -- | -- | -- | -- | -- | -- | -- | -- | -- | -- | -- | -- | -- | -- | -- | -- | -- | -- | ------ |
| Doelpunten | 1 | 0 | 0 | 1 | 0 | 1 | 0 | 0 | 0 | 1  | 2  | 1  | 4  | 0  | 0  | 2  | 0  | 0  | 1  | 0  | 0  | 0  | 3  | 1  | 3  | 1  | 2  | 1  | 2  | 1  | 3  | 1  | 1  | 1  | 34     |